# Čierne
Čierne (en hongrois : Cserne) est un village du district de Čadca, dans la région de Žilina, en Slovaquie.

## Histoire
La première mention écrite du village date de 1662.

## Démographie

### Évolution de la population
| Année:               | 1994. | 2004.    | 2014.   | 2024.   |
| -------------------- | ----- | -------- | ------- | ------- |
| Nombre de personnes: | 3925  | 4326     | 4405    | 4438    |
| Différence:          |       | +10,21 % | +1,82 % | +0,74 % |

| Année:               | 2023. | 2024.   |
| -------------------- | ----- | ------- |
| Nombre de personnes: | 4416  | 4438    |
| Différence:          |       | +0,49 % |